# Пурушоттама Датта
Пурушо́ттама Да́тта (IAST: Puruṣottama Datta) или На́гара Пурушо́ттама — кришнаитский святой, живший в Бенгалии в первой половине XVI века Был одним из сподвижников основоположника гаудия-вайшнавизма Чайтаньи Махапрабху и учеником Нитьянанды. Принадлежит к группе двенадцати кришнаитских святых двадаша-гопал. Пурушоттама Датта был дядей Нароттамы Дасы. До принятия отречения он исполнял обязанности министра в мусульманском правительстве Бенгальского султаната. У Пурушоттамы был брат по именти Кришнананда.